# Jakthund

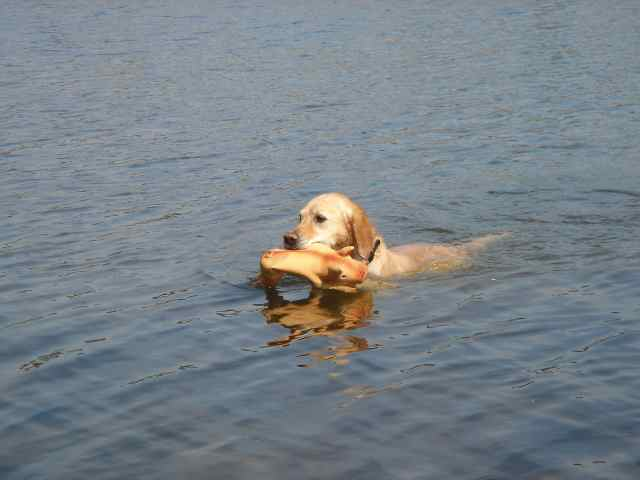
Golden retriever är en apporterande hund som lämpar sig för sjöfågeljakt.

En jakthund är en hund som används i samband med jakt. De raser vilka har avlats fram för att användas som jakthundar skall ha sådana egenskaper som krävs för den specifika form av jakt som de är avsedda att användas till.
Som grund finns det två sorters jakthundar, de som jobbar före skottet och de som arbetar efter skottet.
Före skottet, drivande, stötande och ställande jakthundar samt grythundar, efter skottet, apporterande och eftersökshundar. Drivande/ stötande hundar har som uppgift att få fart på, i vissa fall stopp på viltet. Apporterande hundar hämtar skjutet vilt och eftersökshundar används för att hitta upp skadat/ skjutet vilt. Vilka hundar som används till vad och vad som krävs vid olika typer av jakter styrs av jaktlagstiftningen.
Självjagande hundar är olagligt att använda i Sverige, med självjagande menas hundar som springer ifatt och dödar viltet själv, främst vinthundar och hundar som jagar i koppel (pack) som vid engelsk rävjakt och parforcejakt.
Inom uppfödningen talar man om drivande, kortdrivande stötande, ställande, apporterande och stående jakthundar samt grythundar. Drivande jakthundar används i samband med drevjakt på vilt, som exempelvis för jakt på hare, räv eller rådjur. Kortdrivande jakthundar och stötande hundar används främst vid rådjursjakt. 
Vid fågeljakt är spaniel-, setter- och retrieverraserna de mest använda jakthundarna. Ofta betecknas dessa som fågelhundar. En del fågelhundar har simhud mellan tårna vilket gör dem till utmärkta simmare som lätt hämtar hem skjuten sjöfågel åt jägaren.  Skällande fågelhundar är den lilla finska spetsen och norrbottenspetsen, som stannar skällande vid träd där skogsfågel döljer sig. 
Svenska hundraser för jakt är spetsar som jämthund, svensk vit älghund och hälleforshund, vilka används vid älgjakt. Stövare används vid rävjakt och vid jakt på hare. Drever används vid rådjurs-, har- och rävjakt. Till Sverige importerade raser hör den tyska taxen och engelska och franska bassetraser, som används vid drivande jakt på rådjur och hare. 
Jakthundens främsta egenskaper är det välutvecklade luktsinnet, uthålligheten, snabbheten och apporteringsinstinkten, där uppfödarna och jägarna har koncentrerat sig på de egenskaper hunden behöver i skilda jaktformer. Modet, som krävs hos en björnhund, är exempelvis inte en nödvändig egenskap hos en fågelhund som ska söka, finna och ställa en rapphöna. 
De olika terrierraser, som använts vid grytjakt på räv eller grävling, kräver att hunden vågar gå in i ett mörkt gryt och arbeta. Dessa egenskaper, mod, envishet och dådkraft är knappast något en andjägare önskar hos sin retriver då det är helt ointressant att få hem en sönderbiten and till middag. Då jaktsäsongen endast råder under perioder när viltet inte har ungar, måste jakthundarna under övriga delen av året kunna vara med sina ägare som sällskapshundar. Jaktinstinkten finns starkare bevarad som egenskap hos de raser som definieras som jakthundar, medan raser som avlats som vakthundar och sällskapshundar kan ha en betydligt lägre, om någon, jaktinstinkt.  
Raser som importerats till Sverige för sällskap istället för jakt, då den jaktform rasen ursprungligen använts för saknas, är i en speciell situation. Exempel är vinthundar som rysk vinthund och afghanhund, som använts vid småviltjakt i stäpp- och ökenlandskap. Rhodesian Ridgeback,  eller lejonhunden, var att spåra viltet, speciellt lejon, och genom stor vighet kunna ställa det tills jägaren hann fram används till jakt. I Sverige används den till jakt på älg, vildsvin, lo och annat vilt samt även eftersökshund.

## Översikt
| Beskrivning | Vilt                                                                            | Raser                                                                 | Exempel | Exempel                            |
| --- | ------------------------------------------------------------------------------- | --------------------------------------------------------------------- | ------- | ---------------------------------- |
| 1. Förföljande jakthundar |                                                                                 |                                                                       |         |                                    |
| Engelska: hounds; svenskt samlingsbegrepp saknas. |                                                                                 |                                                                       |         |                                    |
| 1.1. Hundar som jagar med luktsinnet |                                                                                 |                                                                       |         |                                    |
| Engelska: scent hounds; tyska: laufhunde; franska: chiens courant; spanska: sabueso; svenskt samlingsbegrepp saknas. |                                                                                 |                                                                       |         |                                    |
| 1.1.1. Spårande hundar |                                                                                 |                                                                       |         |                                    |
| 1.1.1.1. Löshundar |                                                                                 |                                                                       |         |                                    |
| Hundar som följer doftspår. |                                                                                 |                                                                       |         |                                    |
| 1.1.1.1.1. Drivande hundar |                                                                                 |                                                                       |         |                                    |
| Drevjakt. |                                                                                 |                                                                       |         |                                    |
| 1.1.1.1.1.1. Ensamjagande drivande hundar |                                                                                 |                                                                       |         |                                    |
| 1.1.1.1.1.1.1. Snabbdrivande hundar |                                                                                 |                                                                       |         |                                    |
| Används aldrig till rådjursjakt. Småviltjakt, drevjakt. Jaktprov för drivande hund (inklusive rävprov och rådjursrenhetsprov). | harar, räv                                                                      | storvuxna och mellanstora braquehundar, i Sverige särskilt stövare    |         | Hamiltonstövare                    |
| 1.1.1.1.1.1.2. Långsamdrivande hundar |                                                                                 |                                                                       |         |                                    |
| Småviltjakt, högviltjakt, drevjakt. Jaktprov för drivande hund. | harar, räv, rådjur, hjort                                                       | lågbenta braquehundar, i Sverige särskilt drever; tax                 |         | Drever                             |
| 1.1.1.1.1.1.3. Coonhounds |                                                                                 |                                                                       |         |                                    |
| Driver trädflyende vilt - jaktform utvecklad i Nordamerika. Drevjakt. | tvättbjörn m.m.                                                                 | coonhounds                                                            |         | Black and tan coonhound            |
| 1.1.1.1.1.2. Drivande hundar som jagar i koppel (engelska pack) |                                                                                 |                                                                       |         |                                    |
| Hetsande hundar. Parforsjakt - har ingen tradition i Norden, numer förbjudet även i England och Wales, liksom i de flesta länder i Europa. Simuleras vid hubertusjakt utan hundar. Om jakten inte sker till häst utan till fots kallas det beagling.    | harar, räv, utter                                                               | beagle, foxhound, otterhound                                          |         | Beagle                             |
| 1.1.1.1.2. Ställande hundar |                                                                                 |                                                                       |         |                                    |
| Ståndhundar. Älgjakt, björnjakt. Jaktprov för älghund (löshundsprov, särskilt björnprov, vildsvinsprov). | älg, björn, vildsvin                                                            | älghundar, lajkor, tysk jaktterrier, wachtelhund, Rhodesian Ridgeback |         | Karelsk björnhund                  |
| 1.1.1.2. Eftersökshundar |                                                                                 |                                                                       |         |                                    |
| Hundar som följer blodspår. Certifierade eftersökshundar kan vara av vilken ras som helst. Viltspårprov (inklusive eftersöksprov för älghundar och på vildsvin).                                                                                        | skadeskjutet och trafikskadat vilt                                              | viltspårhundar (schweißhunde, blodspårhundar)                         |         | Hannoveransk viltspårhund          |
| 1.1.2. Ledhundar |                                                                                 |                                                                       |         |                                    |
| Hundar som söker med hjälp av vittring i vinden. Högviltjakt. Jaktprov för älghund (ledhundsprov). | älg, hjort, rådjur, björn                                                       | älghundar, lajkor, viltspårhundar                                     |         | Norsk älghund, grå (Gråhund)       |
| 1.2. Vinthundar |                                                                                 |                                                                       |         |                                    |
| Hundar som jagar med synen och som själva jagar ikapp och håller fast viltet tills jägaren kommer. Hetsande hundar. Hetsjakt. Ingen tradition i Norden, förbjudet i de flesta länder i Europa. Simuleras i sporterna hundkapplöpning och lure coursing. | småvilt, högvilt, storvilt                                                      | vinthundar                                                            |         | Borzoi                             |
| 1.3. Övriga förföljande jakthundar |                                                                                 |                                                                       |         |                                    |
| Hundar som använder såväl spår, vittring och syn som hörsel. Hetsande hundar. Hetsjakt. Ingen tradition i Norden, förbjudet i de flesta länder i Europa.                                                                                                | småvilt, högvilt, storvilt                                                      | urhundar, rhodesian ridgeback                                         |         | Rhodesian ridgeback                |
| 2. Grythundar |                                                                                 |                                                                       |         |                                    |
| Grytjakt. |                                                                                 | tax (grävlingshund), terrier (jordhund)                               |         | Strävhårig tax                     |
| 2.1. Sprängare |                                                                                 |                                                                       |         |                                    |
| Hundar som driver ut viltet ur grytet. Jaktprov för grythund (sprängarprov). | räv, grävling                                                                   |                                                                       |         |                                    |
| 2.2. Förliggare |                                                                                 |                                                                       |         |                                    |
| Hundar som ställer viltet i grytet. Jaktprov för grythund (förliggarprov). | räv, grävling, mårdhund, mink, mård                                             |                                                                       |         |                                    |
| 2.3. Eftersökshundar för grytjakt |                                                                                 |                                                                       |         |                                    |
| Jaktprov för grythund (eftersöksprov för grythundar). | allt vilt som tar sårlega i gryt efter att ha skadeskjutits eller trafikskadats | grythundar                                                            |         |                                    |
| 2.4. Råtthundar |                                                                                 |                                                                       |         |                                    |
| Gårdshundar av olika raser som håller efter skadedjur. | råttor, möss                                                                    |                                                                       |         | Dansk-svensk gårdshund             |
| 3. Fågelhundar |                                                                                 |                                                                       |         |                                    |
| 3.1. Stående fågelhundar |                                                                                 |                                                                       |         |                                    |
| Småviltjakt. Jaktprov för stående fågelhund (fältprov, skogsprov, fjällprov). |                                                                                 |                                                                       |         |                                    |
| 3.1.1. Kontinentala stående fågelhundar |                                                                                 |                                                                       |         |                                    |
| Småviltjakt. Apporterar även på land och i vatten. Jaktprov för stående fågelhund (jaktprov för kontinentala stående fågelhundar). | hönsfåglar, harar                                                               | spaniel, braquehundar                                                 |         | Breton                             |
| 3.1.2. Brittiska och irländska stående fågelhundar |                                                                                 |                                                                       |         |                                    |
| Jaktprov för stående fågelhund (jaktprov för brittiska stående fågelhundar). | hönsfåglar                                                                      | setter, pointer                                                       |         | Pointer                            |
| 3.2. Stötande hundar |                                                                                 |                                                                       |         |                                    |
| Småviltjakt. Apporterar även på land och i vatten. Jaktprov för stötande hund. | fälthöns, harar                                                                 | spaniel                                                               |         | Engelsk springer spaniel           |
| 3.3. Apporterande hundar |                                                                                 |                                                                       |         |                                    |
| Småviltjakt. Certifierade apporterande hundar kan vara av vilken ras som helst. Särskilt apporteringstest. |                                                                                 |                                                                       |         |                                    |
| 3.3.1. Retriever |                                                                                 |                                                                       |         |                                    |
| Apporterar både i vatten och på land. Klappjakt. Jaktprov för apporterande hund (retrieverprov). | andfåglar, hönsfåglar, harar                                                    | retriever                                                             |         | Golden retriever                   |
| 3.3.2. Tollare |                                                                                 |                                                                       |         |                                    |
| Lockar andfåglar och apporterar dem. Jaktprov för apporterande hund (tollarprov). | andfåglar                                                                       | nova scotia duck tolling retriever                                    |         | Nova scotia duck tolling retriever |
| 3.3.3. Vattenhundar |                                                                                 |                                                                       |         |                                    |
| Apporterar i vatten, apporterar både andfåglar och redskap. | andfåglar                                                                       | vattenhundar                                                          |         | Perro de agua español              |
| 3.4. Skällande fågelhundar |                                                                                 |                                                                       |         |                                    |
| Trädskällare. Jaktprov för skällande fågelhund. | skogshöns                                                                       | skällande fågelhundar, lajkor                                         |         | Norrbottenspets                    |
| 3.5. Lunnehundar |                                                                                 |                                                                       |         |                                    |
| Specialister på att klättra. Denna form av jakt torde inte längre utövas. | lunnefågel                                                                      | norsk lundehund                                                       |         | Norsk lundehund                    |